# قاي دايفيد
قاي دايفيد (بالفرنسية: Guy David)‏ هو رياضياتي فرنسي، ولد في 1 يونيو 1957 في سان أومير في فرنسا.